# اوموت توهومجو
اوموت توهومجو (انگلیسی: Umut Tohumcu؛ زادهٔ ۱۱ اوت ۲۰۰۴) بازیکن فوتبال است که در حال حاضر برای باشگاه فوتبال هوفنهایم بازی می‌کند. 
وی همچنین در تیم‌های ملی فوتبال زیر ۱۵، زیر ۱۶، زیر ۱۷، زیر ۱۸، زیر ۲۰ و زیر ۲۱ سال آلمان بازی کرده است.